# Akiko Kamei

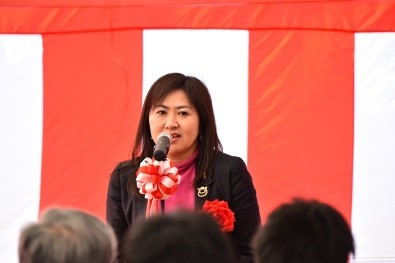
Akiko Kamei

Akiko Kamei (jap. 亀井 亜紀子 Kamei Akiko; * 14. Mai 1965 in der Präfektur Tokio) ist eine japanische Politikerin (Neue Volkspartei→parteilos→Grüner Wind→Demokratische Fortschrittspartei→Konstitutionell-Demokratische Partei). Von 2017 bis 2021 war sie Abgeordnete im Shūgiin, dem Unterhaus des nationalen Parlaments, für den Verhältniswahlblock Chūgoku, seit April 2024 vertritt sie den Wahlkreis Shimane 1. Von 2007 bis 2013 war sie eine der beiden Vertreter der Präfektur Shimane im Sangiin, dem nationalen Oberhaus.
Kamei, die Tochter von Hisaoki Kamei (Neue Volkspartei) und damit Nachfahrin der ehemaligen Grafenfamilie Kamei, absolvierte die rechtswissenschaftliche Fakultät der Gakushūin Daigaku und das Carleton University. Sie arbeitete nach ihrer Rückkehr nach Japan als Englischübersetzerin, später als Abgeordnetensekretärin ihres Vaters. Bei der Sangiin-Wahl 2007 kandidierte sie für die Partei ihres Vaters mit DPJ-SDP-Unterstützung in Shimane (ein Mandat je Wahl), konnte den LDP-Amtsinhaber Shuntarō Kageyama um rund 30 Tausend Stimmen übertreffen und zog ins Sangiin ein. Dort war sie unter anderem Mitglied im Rechnungs- und im Landwirtschaftsausschuss; in der Neuen Volkspartei war sie Generalsekretärin der Sangiin-Fraktion und von 2010 bis 2012 Vorsitzende des Politikforschungsrates.
2012 verließ sie die Neue Volkspartei und beteiligte sich an der Gründung von Midori no Kaze, wo sie zunächst eine der vier Kovorsitzenden, ab Januar 2013 Generalsekretärin war. Bei der Sangiin-Wahl 2013 verlor sie ihren Sitz an den Liberaldemokraten Saburō Shimada.
Im Mai 2016 trat Kamei der Minshintō bei, die sie für die 48. allgemeine Wahl zum Shūgiin, dem Unterhaus des Nationalparlaments, als Kandidatin im Wahlkreis Shimane 1 festlegte. Vor der tatsächlichen Wahl im Oktober 2017 spaltete sich die Minshintō. Kamei kandidierte nun nominiert von der Konstitutionell-Demokratischen Partei mit Sozialdemokratischer Wahlempfehlung und unterlag zwar LDP-Amtsinhaber Hiroyuki Hosoda, gewann aber als beste Verliererin einen der beiden KDP-Sitze bei der Verhältniswahl in Chūgoku. Bei der Wahl 2021 unterlag sie Hosoda wieder und verpasste angesichts insgesamt mehr knapper KDP-Mehrheitswahlverlierer mit ihrem Wahlkreisergebnis auf Platz 4 der KDP-Verhältniswahlliste auch eine Wiederwahl im Block.
Nach Hosodas Tod im November 2023 trat Kamei mit KDP-Nominierung bei der resultierenden Nachwahl im April 2024 gegen den ehemaligen Nationalbeamten Norimasa Nishikori (LDP) erneut in Shimane 1 für das Abgeordnetenhaus an und setzte sich mit rund 59 % der Stimmen durch. Bei der allgemeinen Wahl im Oktober 2024 verteidigte sie den Sitz mit absoluter Mehrheit gegen die vormalige LDP-Verhältniswahlabgeordnete Emiko Takagai und eine Kandidatin der KPJ, die Shimane 1 erstmals seit 2014 wieder eigenständig bestritt.